# Hedgpethia tibialis
Hedgpethia tibialis är en havsspindelart som beskrevs av Stock, J.H. 1991. Hedgpethia tibialis ingår i släktet Hedgpethia och familjen Colossendeidae. Inga underarter finns listade i Catalogue of Life.